# Sauerstoffkerze
Eine Sauerstoffkerze, auch chemischer Sauerstoffgenerator, ist ein Gerät, das eine hohe Menge an gebundenem Sauerstoff im Rahmen einer exothermen Reaktion abgeben kann und so der Sauerstoffversorgung dient. Sauerstoffgeneratoren befinden sich im Normalfall im passiven Zustand, sie können in diesem Zustand über Jahre ohne Einschränkung gelagert werden. Sie werden bei Bedarf, beispielsweise in einem Notfall, durch eine mechanisch ausgelöste Zündung irreversibel in Betrieb gesetzt.
Sauerstoffkerzen werden in Bereichen angewandt, in denen eine Reservesauerstoffversorgung notwendig ist, die ohne Zuführung von weiterer Energie bei hoher Ausfallsicherheit verwendet werden kann.

## Funktion
Der Sauerstoff ist üblicherweise in Natriumchlorat ({\displaystyle \mathrm {NaClO_{3}} }) gebunden, das sich nach Zündung durch eine Bariumperoxid-Eisenpulver-Mischung in der Reaktion
{\displaystyle \mathrm {2\ NaClO_{3}\longrightarrow 2\ NaCl+3\ O_{2}} }
zersetzt und dabei Sauerstoff freisetzt. Alternativ wird Lithiumperchlorat ({\displaystyle \mathrm {LiClO_{4}} }) verwendet, das z. B. auf der ISS als „Emergency Oxygen Pack“ (EOP) zum Einsatz kommt.
In der Regel wird die Reaktion durch einen mechanischen Auslöser angestoßen. Teilweise wird nach Containment (Stahlzylinder) und Brikett (Ladung mit Natriumchlorat, Lithiumperchlorat) differenziert.
Auf Natriumchlorat basierende Sauerstoffkerzen erreichen Reaktionstemperaturen von ca. 600 °C, solche mit Lithiumperchlorat erreichen 450 bis 500 °C.

## Einsatzgebiete

Chemischer Sauerstoffgenerator aus einem Passagierflugzeug

Chemische Sauerstoffgeneratoren werden unter anderem in folgenden Bereichen eingesetzt:
- U-Boote (insbesondere auch Rettungssysteme wie ROV Scorpio)
- Raumfahrt (z. B. Raumstationen Mir und ISS)
- Luftfahrt (Notfallsauerstoffsysteme für Passagiere im Dekompressionsfall bei Druckabfall in der Kabine)
- Bergbau (Selbstrettungssysteme, Zuführung von Notfallsauerstoff durch enge Versorgungsschächte)

## Gefahren
Problematisch beim Einsatz von Sauerstoffkerzen ist die Hitzeentwicklung in Zusammenhang mit der gewünschten Sauerstoffentwicklung.
Auf der Mir führte eine defekte Sauerstoffkerze beinahe zur Katastrophe. Bekannt wurde auch der Absturz von ValuJet-Flug 592 in den USA durch den ungesicherten Transport alter Sauerstoffkerzen oder ein Zwischenfall auf dem britischen Atom-U-Boot Tireless im März 2007, bei dem zwei Matrosen ums Leben kamen.